# ユー・ハッド・イット・カミング
ユー・ハッド・イット・カミング (You Had It Coming) は、2000年にリリースされたジェフ・ベックのスタジオ・アルバム。
3曲目の「Dirty Mind」でグラミー賞（ベスト・ロック・インストルメンタル・パフォーマンス）を受賞。4曲目の「Rollin' And Tumblin'」はマディ・ウォーターズの曲のカバー。

## 曲目
1. アースクエイク - "Earthquake" (バトゥン) 3:18
2. ロイズ・トイ - "Roy's Toy" (ベック、ラヴ、ライト) 3:35
3. ダーティー・マインド - "Dirty Mind" (ベック、ラヴ、ライト) 3:50
4. ローリン・アンド・タンブリン - "Rollin' And Tumblin'" (モーガンフィールド) 3:12
5. ナディア - "Nadia" (ソウホニー) 3:50
6. ルーズ・キャノン - "Loose Cannon" (バトゥン、ベック、ライト) 5:17
7. ロースバッド - "Rosebud" (ベック、ホープ＝テイラー、ライト) 3:44
8. レフト・フック - "Left Hook" (アレキサンダー、ベック、ライト) 4:22
9. ブラックバード - "Blackbird" (ベック) 1:27
10. サスペンション - "Suspension" (ベック、ライト) 3:20

## 参加メンバー
- ジェフ・ベック (Jeff Beck) - ギター
- ジェニファー・バトゥン (Jennifer Batten) - ギター
- イモージェン・ヒープ (Imogen Heap) - ボーカル (3曲目、4曲目)
- アイデン・ラヴ (Aiden Love) - プログラミング[5]
- スティーヴ・アレキサンダー (Steve Alexander) - ドラム
- ランディ・ホープ＝テイラー (Randy Hope-Taylor) - ベース

- マット・テイト (Matt Tait) - エンジニア
- ケヴィン・メトカーフ (Kevin Metcalfe) - マスタリング
- アンディ・ライト (Andy Wright) - プロデュース